# Réseau de transport ambarrois
Pour les articles homonymes, voir TAM.
Le Réseau de Transport Ambarrois, abrégé sous le sigle TAM, est un réseau de transport en commun d’autobus desservant la commune d’Ambérieu-en-Bugey à l’aide d’un réseau composé de 5 lignes.
Créé en janvier 2010, son exploitation est confié à la société des Cars Philibert, depuis cette date à la suite d'un renouvellement de la délégation de service public en 2016,. Le contrat liant le groupe Philibert à la commune d’Ambérieu-en-Bugey prend fin le 31 décembre 2022, le nouveau délégataire assurant l’exploitation du réseau dès le lendemain pour une durée non déterminée (en novembre 2017).

## Histoire

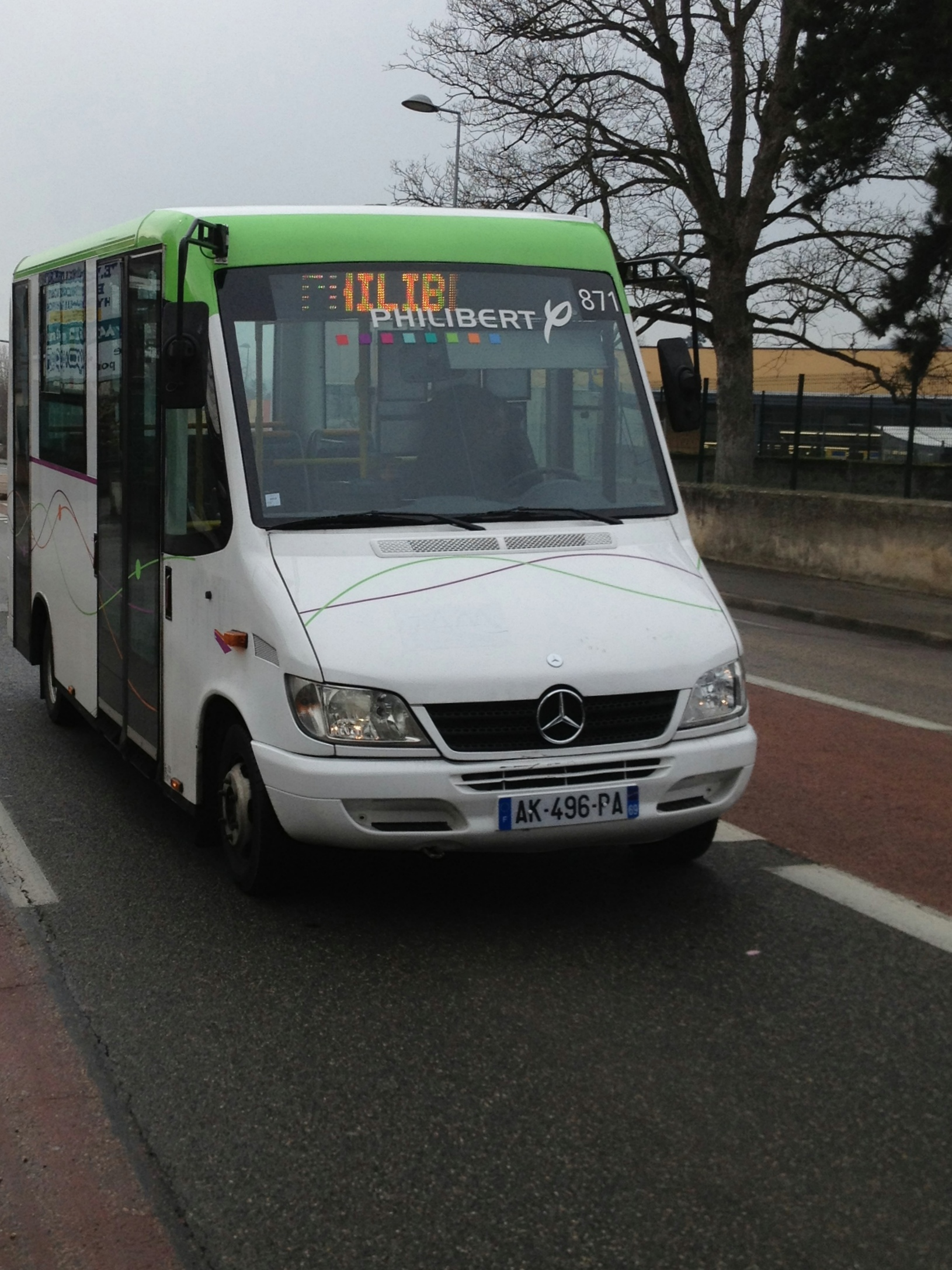
Le véhicule utilisé sur la navette Ambarbus à partir de 2003.

### La navette Ambar’bus
En 2000, afin de répondre à la demande des personnes âgées, la municipalité envisage de mettre en place une navette dans la commune d’Ambérieu-en-Bugey. Ce service est officiellement mis en service en septembre 2000 et assuré par un minibus de type Renault Master I, pouvant embarquer jusqu’à 20 personnes. La navette assure 9 rotations les mardis et vendredis après-midi, à raison d’un départ de la gare SNCF toutes les 35 minutes, et suit un parcours qui prend la forme d’une boucle desservant de nombreux lieux à travers la commune, dont la mairie, la maison de retraite, la piscine et l’hôpital. Par la suite, le service est délégué à la société Philibert, qui remplace en 2003 le minibus initial par un véhicule neuf, un Vehixel Cityos 30 conçu sur un châssis Mercedes-Benz, tandis que les horaires évoluent. En effet, en 2006, la navette circule six jours sur sept, du lundi au samedi, à raison d’un départ toutes les 50 minutes.

### 2010: la création du TAM
En 2009, considérant que la navette Ambar’bus a atteint ses limites et souhaitant désengorger le quartier de la gare, la commune d’Ambérieu-en-Bugey décide d’améliorer son offre de transport. Le 3 août 2009, un arrêté préfectoral la désigne comme autorité organisatrice de transport urbain (AOT). La municipalité met alors en place un véritable réseau de bus, composé de trois lignes et délégué à la société Philibert. Ce nouveau service, assuré par deux véhicules neufs accessibles aux UFR et l’ancien minibus de la navette Ambar’bus, est officiellement mis en place le 4 janvier 2010.
En novembre 2011, afin de favoriser l’intermodalité, la municipalité décide d’adhérer à la démarche OùRA!, qui vise à adhérer à une convention cadre pur passer une commande groupée pour les équipements liés à cette billetique commune.
En août 2015, la commune renouvelle la délégation de service public (DSP) avec la société Philibert pour six ans,, à compter du 1er janvier 2016. Ce nouveau contrat prévoit trois évolutions majeures pour le réseau : son extension aux communes voisines, la création de nouvelles lignes et la mise en place d’un service de transport à la demande. Dès l’entrée en vigueur de la nouvelle DSP, le réseau se voit doter d’une quatrième ligne, la TAM4, reliant la gare à la base aérienne afin de remplacer la navette de cette dernière et de prévoir un éventuel prolongement de la ligne vers Château-Gaillard.

## Organisateurs du réseau

### L'autorité organisatrice
La commune d’Ambérieu-en-Bugey, dotée une population totale de 14 022 habitants au recensement de 2014, était responsable des transports en commun sur son territoire jusqu'au transfert à la région Auvergne-Rhône-Alpes dans le cadre de la loi NOTRe. Elle définit les tarifs appliquées sur le réseau, réalise les aménagements urbains nécessaires (arrêts, mise aux normes, etc.) au bon fonctionnement du réseau et choisit la création ou la modification du tracé des lignes.

### L'exploitant
Depuis la création du réseau en janvier 2010, son exploitation est confié au groupe Philibert. Celui-ci fournit les véhicules et le personnel nécessaire au bon fonctionnement du réseau.
L’actuelle délégation de service public prend fin le 31 décembre 2022.

## Le réseau

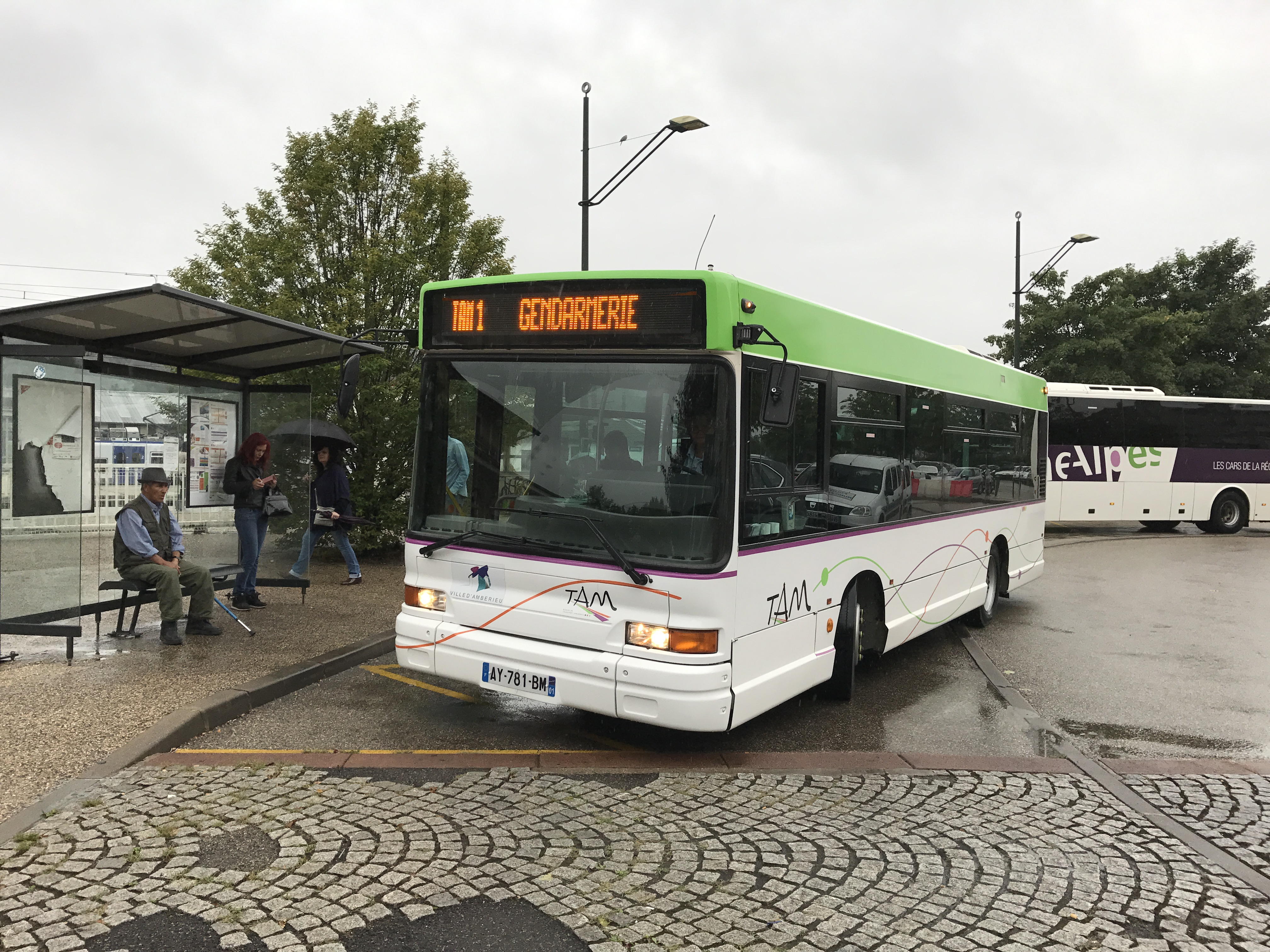
Un bus du réseau à la gare d’Ambérieu.

### Territoire desservi
En 2017, le réseau TAM ne dessert que la commune d’Ambérieu-en-Bugey, qui en est l’autorité organisatrice (AOT). Toutefois, des discussions sont en cours depuis 2015 afin de transférer la compétence transport à l’échelle intercommunale, au travers d’un Syndicat intercommunal à vocation unique (SIVU), afin d’étendre, dans les années à venir, le réseau vers les communes voisines : Château-Gaillard, Douvres,, Saint-Denis-en-Bugey,, Saint-Maurice-de-Rémens, etc.

### Les lignes
En 2017, le réseau est composé de cinq lignes qui, à l’exception du TAM5, passent toutes par la gare SNCF :
- TAM1 : cette ligne relie la gendarmerie à l’extrémité sud d’Ambérieu-en-Bugey en passant par l’ouest de la commune ;
- TAM2 : Cette ligne relie l’extrémté nord de la ville à la gare ;
- TAM3 : Cette ligne, qui ne fonctionne qu’en semaine et en heures de pointe, suit le parcours du TAM1 entre la gendarmerie et la mairie, faisant terminus à quelques centaines de mètres à l’est ;
- TAM4 : Cette ligne est une navette entre la gare et la base aérienne ;
- TAM5 : Cette ligne, qui ne fonctionne qu’en semaine scolaire et en heures de pointe, est une navette entre la gendarmerie et la maison de retraite.

### Transport à la demande
Au moment de la signature de la délégation de service public en octobre 2015, la commune d’Ambérieu-en-Bugey envisage de mettre en place un service de transport à la demande devant desservir les quartiers de la ville non desservis par le réseau ainsi que les communes voisines. Ce service devrait être assuré par une voiture électrique et géré entièrement par le délégataire.

### Interconnexion avec les autres réseaux
Car.ain.fr

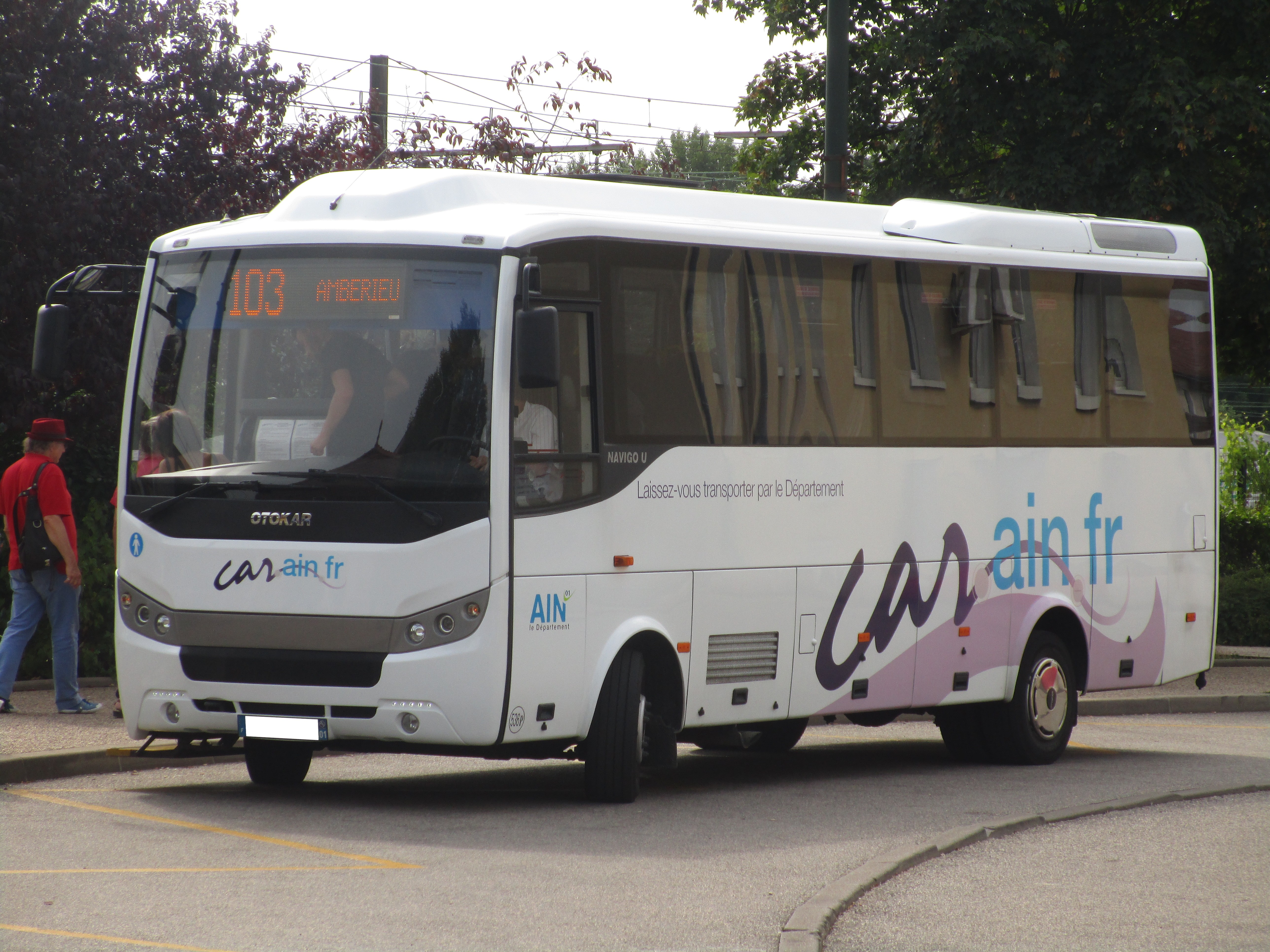
Un véhicule du réseau Car.ain.fr à la gare d’Ambérieu à l’été 2017.

Plusieurs lignes des Cars Région Ain entrent en correspondance avec les lignes du réseau ambarrois. Il s’agit des lignes :
- A03, qui relie la gare d’Ambérieu à Lagnieu ;
- A22, qui relie la gare d’Ambérieu à Bourg-en-Bresse ;
- A27, qui relie la gare d’Ambérieu à Bourg-en-Bresse ;
- A37, qui relie la gare d’Ambérieu à Nantua ;
- A40, qui relie la gare d’Ambérieu à Hauteville-Lompnes ;
- A49, qui relie la gare d’Ambérieu à Lhuis.

### Accessibilité aux personnes à mobilité réduite
L’ensemble des véhicules affectés au réseau sont accessibles aux PMR. Ils sont tous équipés de planchers surbaissés et de rampes d’accès rétractables situées sous la porte centrale. Les véhicules équipés d’aménagements pour les PMR sont repérables par la présence d’une étiquette bleue avec une personne en fauteuil roulant sur l’avant et/ou au niveau de la porte centrale.
L’ensemble des véhicules disposent d’emplacements réservés aux utilisateurs de fauteuil roulant (UFR) et aux personnes à mobilité réduite (PMR), le plus souvent situés en face de la porte centrale, avec un bouton à proximité pour demander l’arrêt, ce qui permet de signaler au conducteur qu’il devra s’adapter pour faciliter la descente de l’usager handicapé lors du prochain arrêt.
Lors de l’arrêt, le conducteur peut effectuer, si l’emplacement le permet, une manœuvre appelée agenouillement destinée à faciliter la montée/descente de l’usager. Au cours de cette manœuvre, le véhicule est amené au plus près du trottoir et incliné sur le côté droit afin de réduire au maximum la différence de hauteur entre le plancher du bus et le sol, puis la rampe d’accès située sous la porte est déployée et les portes sont ouvertes afin de permettre l’entrée/sortie du passager. L’ensemble de ces actions est contrôlé depuis le poste de conduite.
Les véhicules sont également rendus accessibles aux malentendants et malvoyants par la mise en place d’une information sonore et visuelle, notamment par la présence de bandeaux lumineux sur lesquels sont indiqués le numéro de la ligne et des arrêts suivants, par l’annonce sonore de ces mêmes informations à l’intérieur des véhicules (ainsi qu’à l’extérieur sur les plus récents) et par des inscriptions en braille sur les boutons de demande d’arrêts. De plus, les valideurs émettent un son différent si le titre de transport est valide ou non.
La commune a également lancé une politique de mise en accessibilité des arrêts du réseau aux PMR,, en collaboration avec le département pour certains. Celle-ci consiste à élargir les trottoirs et aménager un accès sécurisé pour permettre aux PMR de rejoindre l’arrêt, mais également à surélever la bordure de celui-ci à 21 cm afin de faciliter la manœuvre d’agenouillement. Le premier arrêt à être mis aux normes est l’arrêt Hôpital. Les travaux, dont le montant s’élève à 13 998 €, sont cofinancés par la commune et le département.

## Identité visuelle

### Logos
Lors de la création du réseau, celui-ci est doté d’un logo qui se compose du sigle TAM écrit en capitales noires. Trois bandes de couleurs, rappelant les couleurs des trois lignes initiales du réseau (vert, violet et orange), partent du T, passent sous le A et s’élargissent jusqu’au bord droit du logo. Le nom développé, Réseau de Transport Ambarrois, est rappelé en lettres capitales de petites tailles en bas à gauche, suivi de trois points des mêmes couleurs que les bandes subcitées mais dans un ordre différent : violet, orange et vert.

Logo utilisé de 2010 à 2019.
Logo depuis 2019.

### Livrée des véhicules

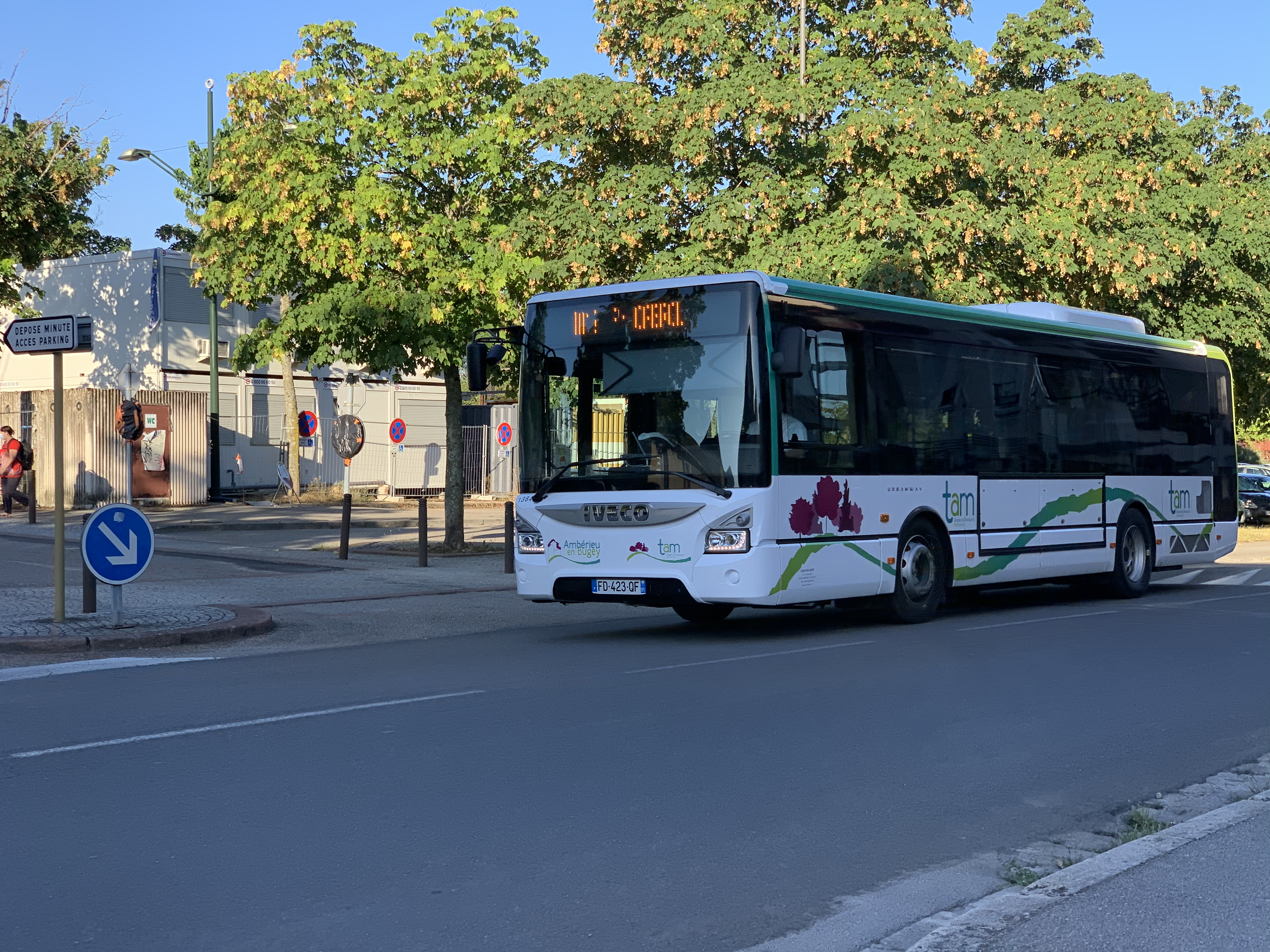
Une nouvelle livrée apparait en mai 2019 avec l‘inauguration des Iveco Urbanway.

La livrée actuelle des véhicules est dévoilée le 27 mai 2019, à l’occasion de l’inauguration des nouveaux véhicules du réseau, deux Iveco Urbanway 10.5. Réalisé par le service communication du groupe Philibert, chargé de l’exploitation, elle reprend un certain nombre de l’ancienne découpe, dont le fond blanc et le toit vert, mais celui-ci abandonne le ton unique pour un dégradé foncé vers l’avant et clair à l’arrière. Une vague en dégradé vert rappelle le vallonnement de la commune, tandis que quelques arbres de couleur violette sont présents sous la fenêtre du conducteur et sous la dernière vitre latérale à droite. L’arrière est entièrement vert clair, tandis que la face avant fait apparaitre côte à côte les logos de la commune à gauche et du réseau à droite.

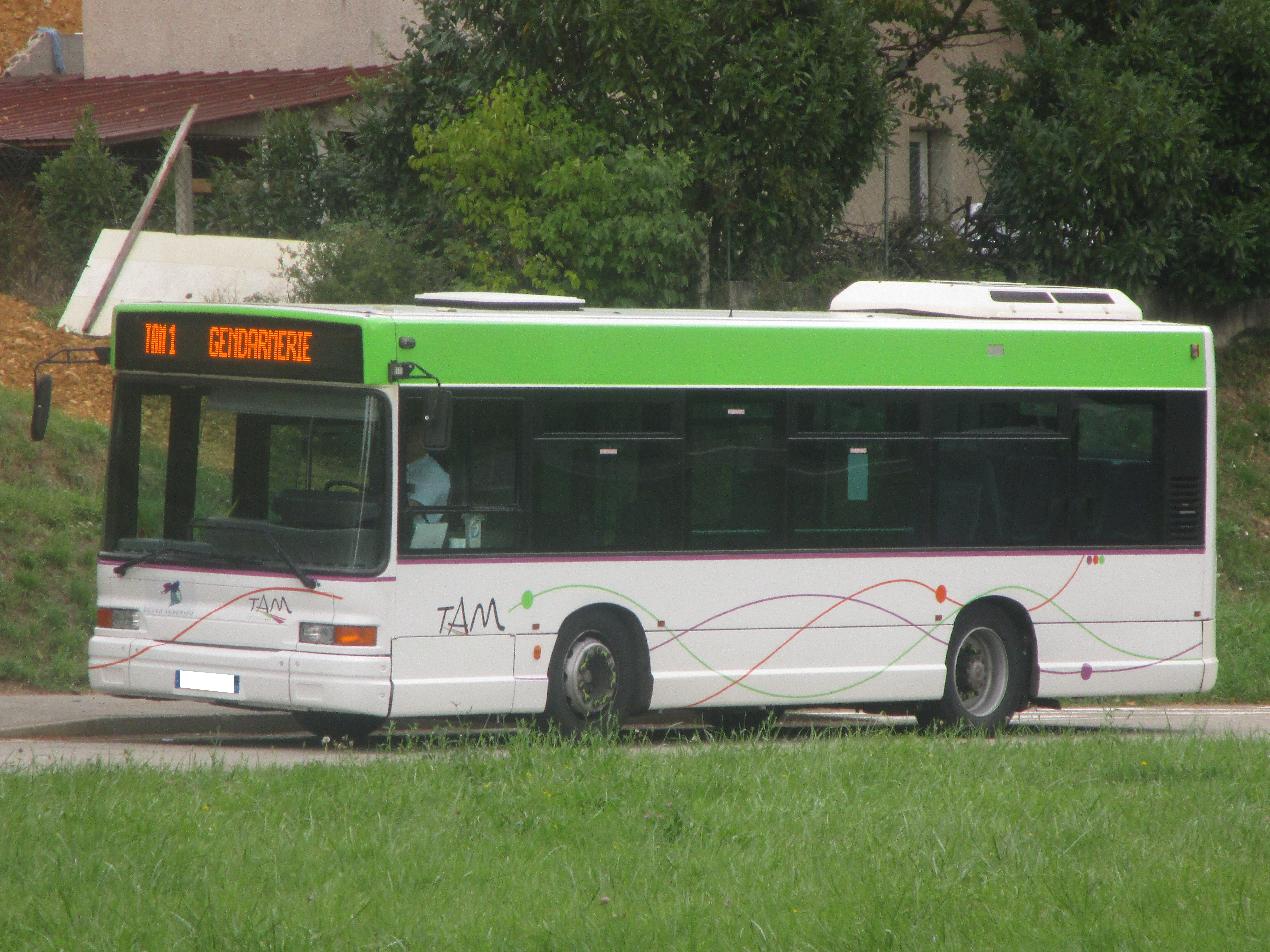
Livrée de 2010 à 2019.

Cette découpe remplace la livrée historique, apparue en 2010 avec la création du réseau TAM. Réalisée par l’agence graphique ADAKA, basée à Bourg-en-Bresse, elle arbore un fond blanc à l’exception notable du toit des véhicules, qui est vert clair. Des traits ondulés et entrelacés découpent toute la longueur. Ils reprennent les couleurs du réseau : orange, vert et violet. L’arrière est blanc avec un trait ondulé vert, tandis que l’avant est découpé par un trait orange, avec de part et d’autre les logos de la commune à gauche et du réseau à droite

## Exploitation

### État de parc
Au moment de sa création, le réseau est assuré par trois véhicules : deux Heuliez GX 127 achetés neufs et un Vehixel Cityos 30 qui était utilisé sur la navette Ambar’bus avant la création du réseau. Un troisième Heuliez GX 127 arrive dans le courant de l’année 2011, reléguant l’ancien minibus d’Ambarbus au rang de véhicule de réserve. Ce dernier est finalement vendu au réseau Colibri en 2012. L’arrivée d’un Heuliez GX 117 d’occasion en 2014 augmente à quatre le nombre de bus affecté au réseau.

### Dépôts
Les véhicules exploités sur le réseau sont entreposés dans un dépôt du groupe Philibert situé au nord-ouest de la commune, plus précisément au 11 Rue Rosengart (45° 58′ 12″ N, 5° 20′ 36″ E).

### Accidents
Les accidents sur le réseau sont assez rares. L’un des plus impressionnants survient à proximité de la base aérienne le 20 juin 2016, lorsqu’une fourgonnette de La Poste s’engage dans une intersection devant un bus du réseau circulant à vide sur la ligne TAM1. Le véhicule postal est heurté sur l’avant droit par le midibus et emporté sur une dizaine de mètres. Aucune victime n’est à déplorer, mais les deux conducteurs sont amenés à l’hôpital d’Ambérieu-en-Bugey pour des examens.

### Sécurité
Conformément à la législation en vigueur, l’ensemble du parc est soumis à un contrôle technique, effectué par un centre indépendant et reconnu, valable 6 mois. Au cours de cette visite, tous les éléments de sécurité ainsi que l’arrimage des sièges et la motorisation sont vérifiés.
Les portes sont dotées de nombreuses sécurités. En effet, chacune d’elles est dotée de bords sensibles, capable de remarquer la présence d’un corps étranger entre les battants et d’entraîner un phénomène de réversion, c’est-à-dire la réouverture des portes. Les véhicules sont également équipés d’un détecteur, situé au-dessus des portes, capable de déceler une présence par infrarouge et destiné à vérifier la présence d’un individu trop près des portes au moment de leur ouverture/fermeture. En cas d’anomalie, le système enclenche la réouverture des portes. Des capteurs sont également installés afin de vérifier la bonne fermeture des portes arrière : si l’une d’elles est mal fermée, le véhicule ne peut pas démarrer. L’ouverture de la porte avant n’empêche pas de faire partir le bus, mais elle est programmée pour se fermer automatiquement après 5 secondes. Enfin, en cas de problème empêchant l’ouverture des battants depuis l’intérieur, deux mécanismes, l’un à l’extérieur et l’autre à l’intérieur, sont installés à proximité de chaque portes et permettent de déclencher la décompression, c’est-à-dire le fait de vider les réserves d’air comprimé, rendant ainsi les battants inertes.
Tous les bus sont équipés de marteaux brise-vitre situés le plus souvent derrière le conducteur. Conformément à la législation en vigueur, au moins cinq vitres latérales et le pare-brise arrière des véhicules, signalés par la mention « Issue de secours », peuvent être brisés afin d’évacuer le bus en cas d’urgence (incendie, accident, etc.).

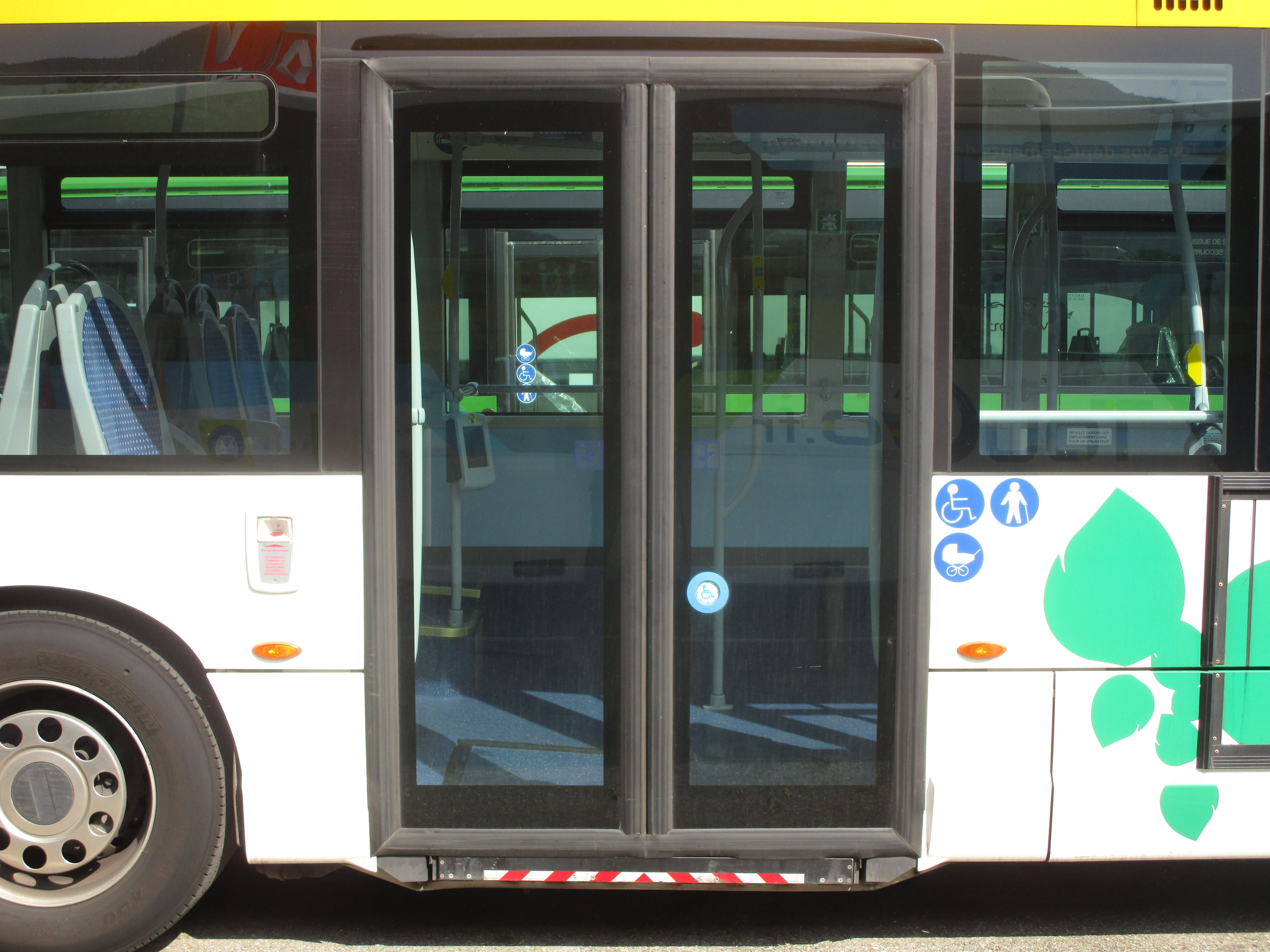
Des portes dotées de bords sensibles.
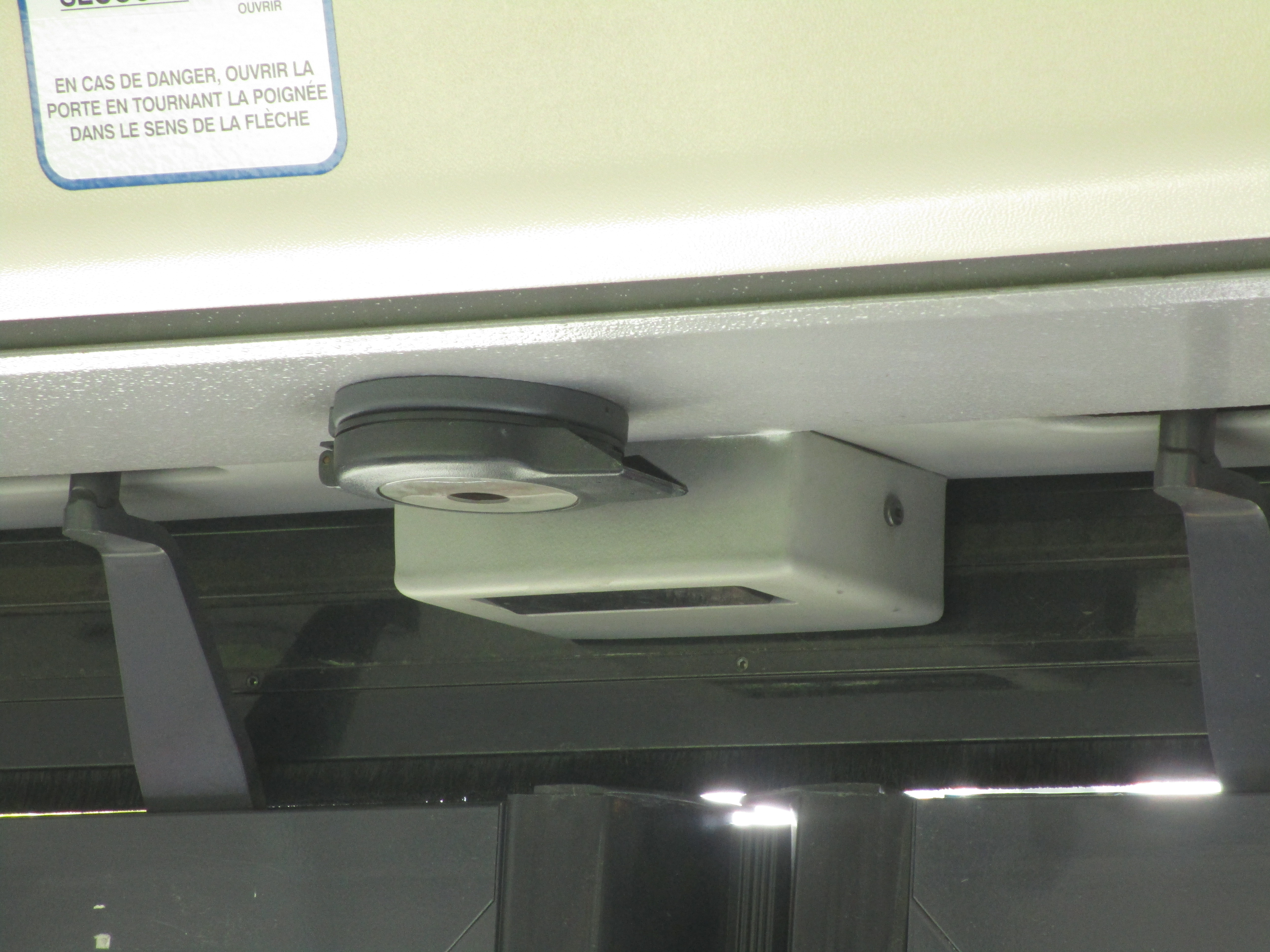
Une cellule détectrice (à l’arrière) et l’ouverture de secours des portes.
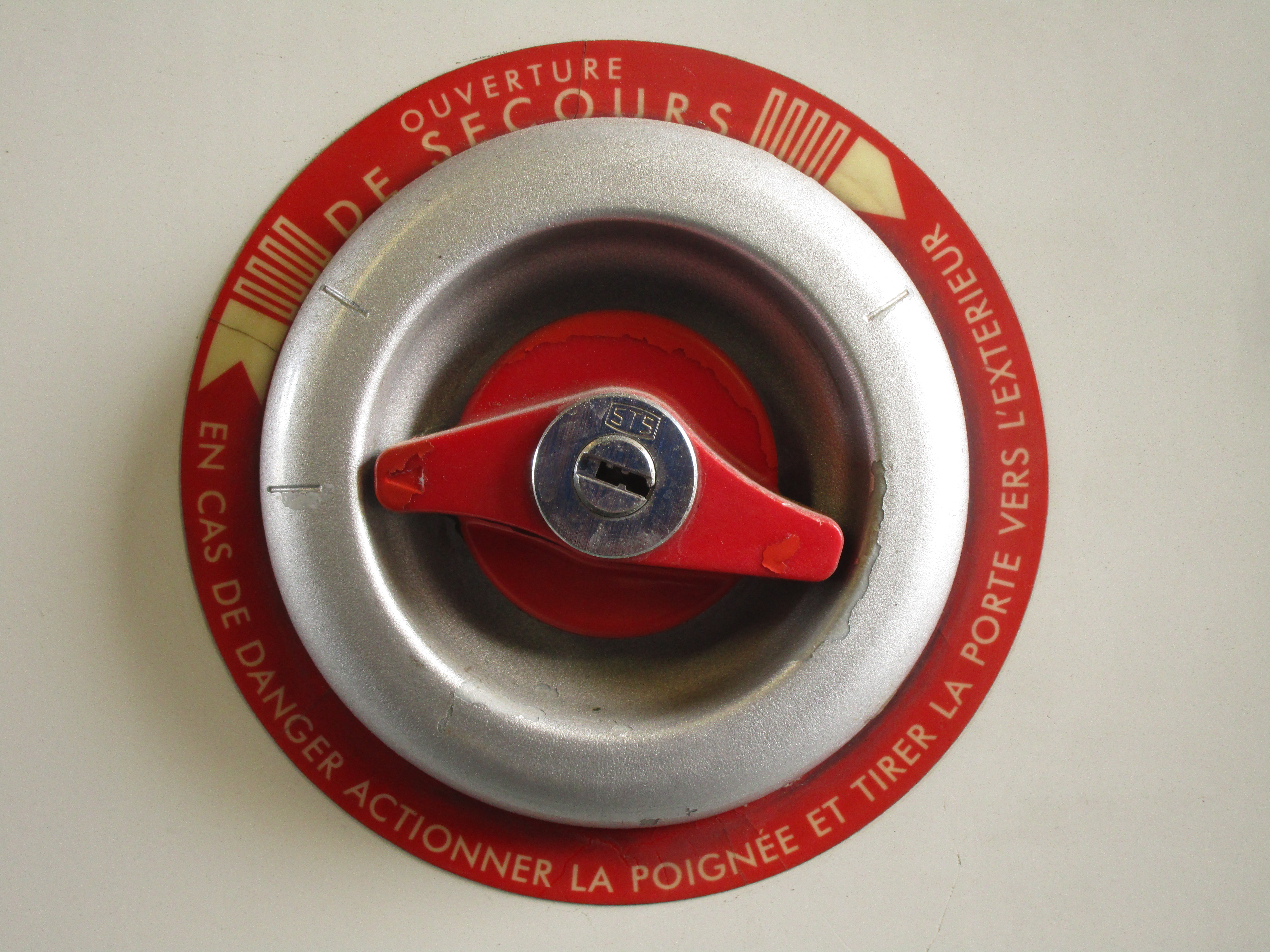
Le système d’ouverture de secours des portes (extérieur).
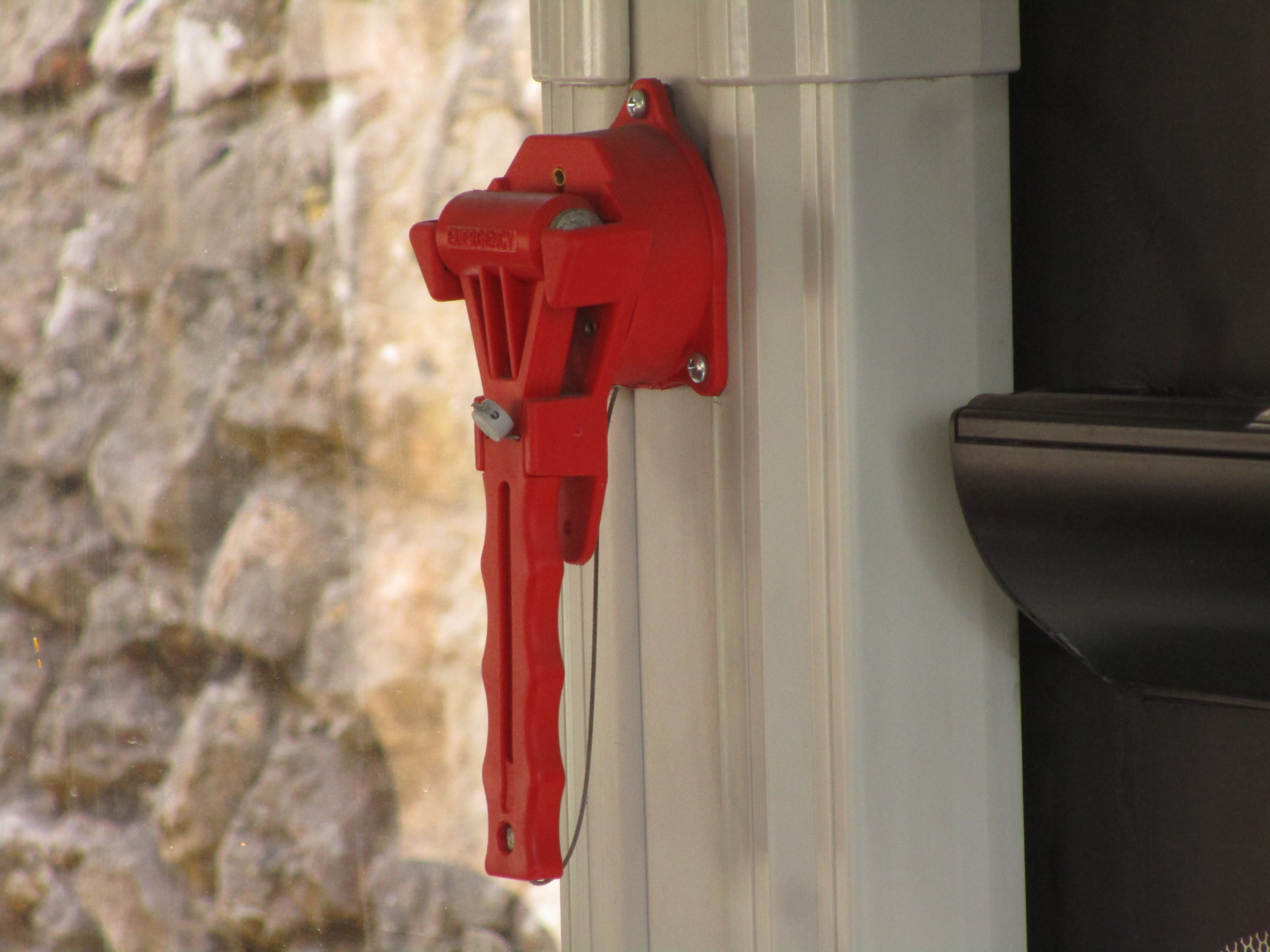
Un marteau brise-vitre.

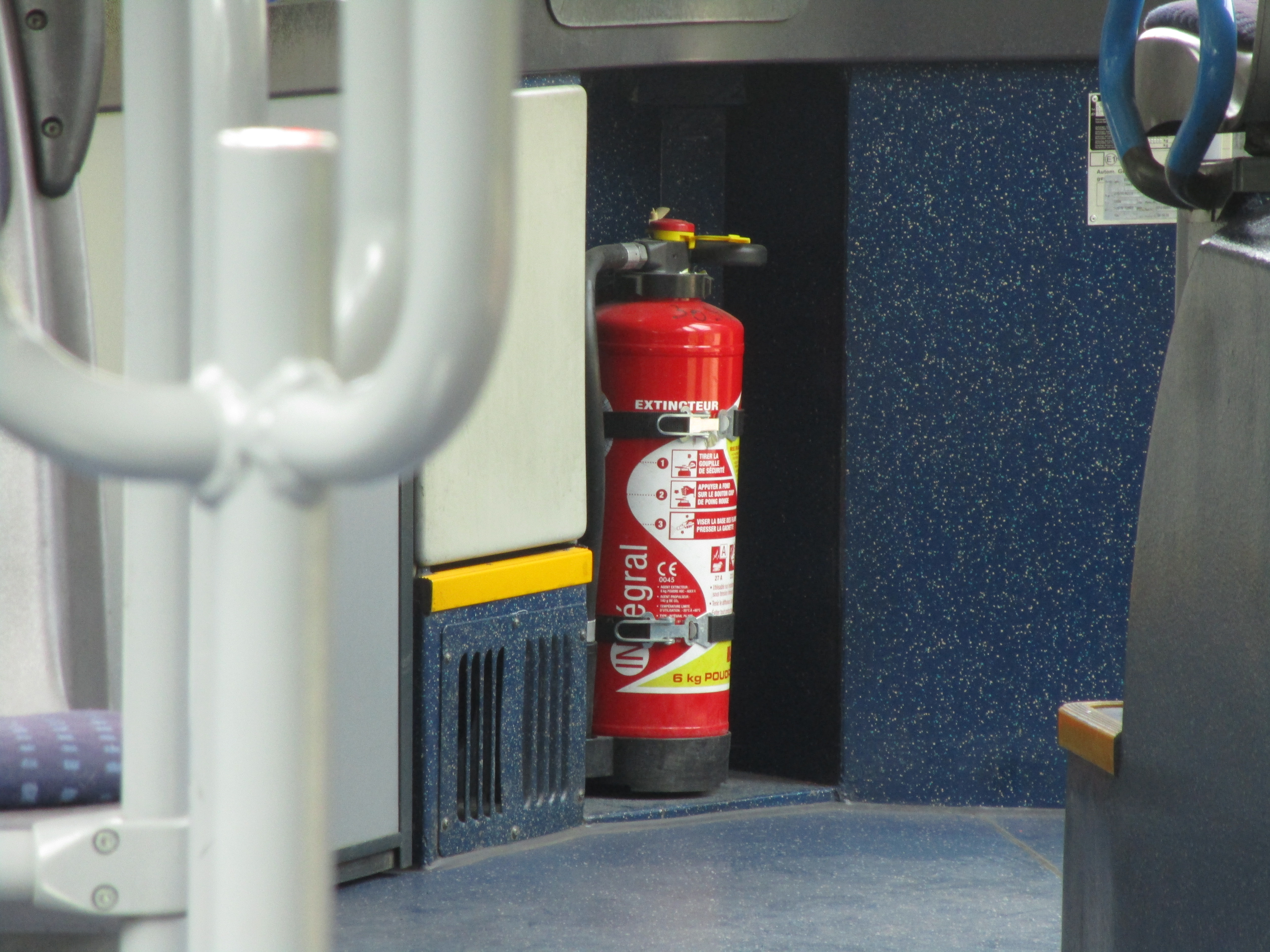
Un extincteur.

Ils sont également dotés de moyens de lutte contre l’incendie, notamment un extincteur, qui est situé au niveau de la porte avant.
Les portillons sont dotés d’une alarme, qui sonne si celui-ci n’est pas ou mal fermé.

### Tarification et financement
Financement du réseau TAM.
- Versement transport (73,46 %)
- Commune (26,54 %)

Le coût de mise en œuvre du réseau TAM est estimée, au moment du renouvellement de la délégation de service public en 2015, à environ 667 000 €. Son financement est assuré à la fois par le versement transport — une contribution prélevée depuis 2009 par la commune sur toutes les entreprises présentes sur son territoire et embauchant plus de 9 personnes —, dont le revenu est estimé à environ 490 000 € pour 2015, soit 73.5 % des frais de fonctionnement du réseau, ainsi que par la commune qui complète la différence, soit environ 177 000 € (26.5%).